# Gyłybinci
Gyłybinci (bułg. Гълъбинци) – wieś w południowo-wschodniej Bułgarii, w obwodzie Jamboł, w gminie Tundża. Według danych Narodowego Instytutu Statystycznego, 31 grudnia 2011 roku wieś liczyła 288 mieszkańców.

## Religia
Mieszkańcy są prawosławni. W Gyłybinci znajduje się cerkiew Świętego Michała Anioła, wybudowana w 1906 roku.